# Steve Stipanovich
Stephen Samuel Stipanovich (ur. 17 listopada 1960 w Saint Louis) – amerykański koszykarz, występujący na pozycji środkowego.
W 1979 wystąpił w meczu gwiazd amerykańskich szkół średnich - McDonald’s All-American.
Karierę sportową zakończył przedwcześnie z powodu problemów z kolanem.

## Osiągnięcia
Na podstawie, o ile nie zaznaczono inaczej.
NCAA
- Uczestnik rozgrywek:
  - Sweet 16 turnieju NCAA (1980, 1982)
  - II rundy turnieju NCAA (1980, 1982, 1983)
  - turnieju NCAA (1980–1983)
- Mistrz:
  - turnieju konferencji Big Eight (1982)
  - sezonu regularnego Big Eight (1980–1983)
- Zawodnik roku konferencji Big Eight (1983)
- Najlepszy nowo-przybyły zawodnik konferencji Big Eight (1980)
- Zaliczony do:
  - I składu:
    - All-Big Eight (1982, 1983)
    - turnieju Big Eight

  - II składu All-American (1983)
  - Academic All-America (1983)
  - Galerii Sław Sportu:
    - Saint Louis
    - Mizzou
- Uczelnia zastrzegła należący do niego numer 40

NBA
- Zaliczony do II składu debiutantów NBA (1984)[5]